# Andrzej Rzewuski
Andrzej Rzewuski ps. „Abrek”, „Fok”, „Hańcza”, „Przemysław”, „Reja”, „Wojmir”, „Zagończyk” (ur. 19 października?/31 października 1895 w Aszchabadzie, zm. 20 maja 1946 w Poznaniu) – podpułkownik artylerii Wojska Polskiego, oficer Armii Krajowej i powojennego podziemia niepodległościowego.

## Życiorys
Urodził się 31 października 1895 w Aszchabadzie w rodzinie Stefana Rzewuskiego i Weroniki. W czasie I wojny światowej służył w armii rosyjskiej, z której zdezerterował. Wstąpił do Wojska Polskiego i brał udział w wojnie polsko-bolszewickiej. W okresie międzywojennym służył m.in. w 4 pułku artylerii ciężkiej i 10 pułku artylerii polowej. W latach 1926–1932 był wykładowcą w Centrum Wyszkolenia Artylerii w Toruniu. W latach 1938–1939 dowodził III dywizjonem 25 pułku artylerii lekkiej w Kaliszu.
Brał udział w wojnie obronnej 1939 W okresie okupacji działał w AK, uczestniczył w powstaniu warszawskim. W grudniu 1944 mianowany komendantem Okręgu AK Poznań. W lutym 1945 dowodził oddziałem AK w walkach o Cytadelę w Poznaniu.
W maju 1945 przekształcił struktury AK w WSGO Warta, którą następnie dowodził. 15 listopada 1945 roku formalnie rozwiązał WSGO Warta i ukrywał się. 26 listopada 1945 roku został aresztowany przez funkcjonariuszy Wojewódzkiego Urzędu Bezpieczeństwa Publicznego w Poznaniu. W trakcie pobytu w areszcie poddany ciężkiemu śledztwu. Podejmował próby samobójcze, z których trzecia okazała się skuteczna.

## Ordery i odznaczenia
- Krzyż Srebrny Orderu Virtuti Militari[1]
- Złoty Krzyż Zasługi z Mieczami[1]
- Medal Wojska[1]
- Srebrny Krzyż Zasługi (18 marca 1932)[2]
- Medal Pamiątkowy za Wojnę 1918–1921[1]